# 横川文雄
横川 文雄（よこかわ ふみお、1918年10月11日 - 2000年4月13日）は、日本のドイツ文学者、翻訳家。上智大学名誉教授。専門はドイツ・ロマン派、特にアイヒェンドルフ。

## 生涯
東京市本郷区（現文京区）湯島天神生まれ。1936年青山学院中等部卒業、1940年東京外国語学校ドイツ語科卒業、1942年上智大学文学部独文科卒業。同年駐日ドイツ大使館勤務、1944年 - 1945年ジャワ、スラバヤに勤務。1946年上智大学カトリック辞典編纂室勤務、1950年同図書館副館長、1953年同外国語学部ドイツ語学科講師、1962年同助教授、1966年同教授、1968年 - 1969年同学部長。1979年定年退職、名誉教授。
上智大学ワンダーフォーゲル部長でもあり、登山の本を数多く翻訳した。

## 翻訳
- 『幻のヴィーナス』（アイヒェンドルフ、中央出版社） 1952
- 『Uボート977 独逸潜水艦長の手記』（H・シェッファー、日本出版協同） 1954、のち改題『U-ボート977』（朝日ソノラマ、航空戦史シリーズ） 1984、のち学研M文庫
- 『ナンガ・パルバット』（カール・M・ヘルリヒコッファー編、朋文堂） 1954
- 『八千米の上と下』（ヘルマン・ブール、朋文堂、エーデルワイス叢書） 1955
- 『オリンピック金メダルへの道』（トニー・ザイラー、朋文堂） 1956
- 『カンチェンジュンガ登頂』（デイレンフルト、朋文堂、エーデルワイス叢書） 1956
- 『第三の極地』（G・O・デイレンフルト、諏訪多栄蔵共訳、朋文堂、エーデルワイス叢書） 1956
- 『チョー・オユー登頂』（ヘルベルト・ティッチー、朋文堂、エーデルワイス叢書） 1957
- 『雲表に聳ゆる峯々』（アルバート・エグラー、朋文堂、エーデルワイス叢書） 1958
- 『大岩壁』（ハインリッヒ・クリーア、三笠書房） 1958
- 『ウェーデルン オーストリアのスキー』（クレメンス・フッター、朋文堂） 1959
- 『雪に憑かれた男 ザイラー自伝』（トニー・ザイラー、朋文堂） 1959
- 『白い蜘蛛 アイガーの北壁』（ハインリヒ・ハラー、白水社） 1960
- 『ブロード・ピーク八〇四七メートル』（マルクス・シュムック、朋文堂、世界山岳全集7） 1960
- 『登山靴とスキー』（ヘンリー・ヘーク、朋文堂） 1960
- 『ダウラギリ登頂』（マックス・アイゼリン、ベースボール・マガジン社） 1963
- 『冬のアイガー北壁初登攀』（トニー・ヒーベラー、ベースボール・マガジン社） 1964
- 『アジアの砂漠を越えて』（スウェン・ヘディン、白水社、ヘディン中央アジア探検紀行全集1-2） 1964
- 『マッターホルンの暗い壁』（ヒーベラー、あかね書房、世界山岳名著全集8） 1966
- 『無償の征服者』（リオネル・テレイ、大森久雄共訳、二見書房） 1966
- 『アイガー』（ヨルク・レーネ, ペーター・ハーク共著、二見書房） 1969
- 『ナンガ・パルバート登攀史』（パウル・バウアー、あかね書房、ヒマラヤ名著全集8） 1969
- 『わが触れし岩膚 若きアルピニストの手記』（アンドレア・オッジョーニ、白水社） 1969
- 『大いなる山の日々』（ワルテル・ボナッティ、白水社） 1974
- 『現代登山技術』（ヘルマン・フーバー、山と溪谷社） 1977
- 『マウンテン・ワールド 第4巻 1949』（スイス山岳研究財団編、小学館） 1989

### ラインホルト・メスナー
- 『第7級 極限の登攀 技術=トレーニング=体験』（ラインホルト・メスナー、山と溪谷社） 1974
- 『大岩壁 その歴史・ルート・体験』（ラインホルト・メスナー、山と溪谷社） 1978
- 『挑戦 二人で8000メートル峰へ』（ラインホルト・メスナー、山と溪谷社） 1978
- 『エヴェレスト 極点への遠征』（ラインホルト・メスナー、山と溪谷社） 1979
- 『冒険への出発 五大陸の山々で』（ラインホルト・メスナー、山と溪谷社） 1979
- 『ナンガ・パルバート単独行』（ラインホルト・メスナー、山と溪谷社） 1981、のち文庫
- 『チョモランマ単独行』（ラインホルト・メスナー、山と溪谷社） 1985
- 『生きた、還った 8000m峰14座完登』（ラインホルト・メスナー、東京新聞出版局） 1987

## 論文
- 横川文雄